# Săliștea
Săliștea, fino al 1965 Cioara, (in ungherese Alsócsóra), è un comune della Romania di 
2 316 abitanti, ubicato nel distretto di Alba, nella regione storica della Transilvania.
Il comune è formato da un insieme di 4 villaggi: Mărgineni, Archișul Românesc, Săliștea-Deal, Tărtăria.
Săliștea è ubicata presso il fiume Mureș, a circa 27 km da Alba Iulia e 21 km da Sebeș.

## Storia
Le tracce più antiche di insediamento umano a Săliștea risalgono alla cosiddetta Cultura Vinča, nel Medio Neolitico. Altri importanti ritrovamenti archeologici risalgono alla popolazione Dacia, a cui risalgono 62 manufatti in argento rinvenuti nel 1820, ed all'epoca della presenza Romana in Dacia, a cui risalgono numerose monete rinvenute in epoca successiva.
La prima presenza documentata di un villaggio nell'area occupata attualmente da Săliștea risale al 4 novembre 1310, quando il villaggio denominato Archișul Românesc viene donato da Carlo I d'Ungheria al conte Reneriu. Il villaggio di Cioara (vecchio nome di Săliștea) nacque ufficialmente il 23 maggio 1458, dall'unione di Archișul Românesc e Dreiman, prendendo nome dal torrente Cioara (Cornacchia in italiano), un affluente del Mureș.

## LeTavolette di Tărtăria
Le cosiddette Tavolette di Tărtăria, risalenti alla Cultura di Vinča, furono scoperte nel villaggio di Tărtăria, che fa parte del comune di Săliștea, nel 1961 da un team di archeologi romeni guidato da Nicolae Vlassa. I simboli incisi sono stati e sono tuttora oggetto di controversie tra gli studiosi, alcuni dei quali li ritengono i più antichi simboli al mondo utilizzati per una forma di scrittura.